# Diócesis de Antipolo
La diócesis de Antipolo (en latín: Dioecesis Antipolensis, en inglés: Roman Catholic Diocese of Antipolo y en tagalo: Diyosesis ng Antipolo) es una circunscripción eclesiástica de la Iglesia católica en Filipinas. Se trata de una diócesis latina, sufragánea de la arquidiócesis de Manila, que tiene al obispo Ruperto Cruz Santos como su ordinario desde el 22 de julio de 2023.

## Territorio y organización
La diócesis tiene 1828 km² y extiende su jurisdicción sobre los fieles católicos de rito latino residentes en la provincia de Rizal en la región de Calabarzon y la ciudad de Marikina en la región de la Capital Nacional. 
La sede de la diócesis se encuentra en la ciudad de Antipolo, en donde se halla la Catedral de Nuestra Señora de la Paz y del Buen Viaje.
En 2020 en la diócesis existían 76 parroquias.

## Historia
La diócesis fue erigida el 24 de febrero de 1983 con la bula Quoniam in recte del papa Juan Pablo II, obteniendo el territorio de la arquidiócesis de Manila.

## Estadísticas
De acuerdo al Anuario Pontificio 2021 la diócesis tenía a fines de 2020 un total de 3 426 473 fieles bautizados.
| Año                                                                             | Población            | Población | Población      | Sacerdotes | Sacerdotes    | Sacerdotes    | Bautizados por sacerdote | Diáconos permanentes | Religiosos | Religiosos | Parroquias |
| Año                                                                             | Bautizados católicos | Total     | % de católicos | Total      | Clero secular | Clero regular | Bautizados por sacerdote | Diáconos permanentes | Varones    | Mujeres    | Parroquias |
| ------------------------------------------------------------------------------- | -------------------- | --------- | -------------- | ---------- | ------------- | ------------- | ------------------------ | -------------------- | ---------- | ---------- | ---------- |
| 1990                                                                            | 1 104 000            | 1 262 000 | 87.5           | 40         | 32            | 8             | 27 600                   |                      | 199        | 218        | 24         |
| 1999                                                                            | 2 448 110            | 2 880 130 | 85.0           | 123        | 58            | 65            | 19 903                   |                      | 565        | 585        | 36         |
| 2000                                                                            | 2 456 942            | 2 890 520 | 85.0           | 119        | 59            | 60            | 20 646                   |                      | 335        | 610        | 37         |
| 2001                                                                            | 2 579 789            | 3 035 046 | 85.0           | 124        | 66            | 58            | 20 804                   |                      | 309        | 367        | 37         |
| 2002                                                                            | 2 708 778            | 3 186 798 | 85.0           | 131        | 68            | 63            | 20 677                   |                      | 241        | 541        | 38         |
| 2003                                                                            | 2 676 910            | 3 346 138 | 80.0           | 154        | 74            | 80            | 17 382                   |                      | 288        | 462        | 44         |
| 2004                                                                            | 2 429 663            | 3 037 079 | 80.0           | 130        | 76            | 54            | 18 689                   |                      | 440        | 479        | 51         |
| 2006                                                                            | 2 410 000            | 3 250 000 | 74.2           | 126        | 75            | 51            | 19 126                   |                      | 274        | 520        | 54         |
| 2012                                                                            | 2 892 000            | 3 650 000 | 79.2           | 144        | 80            | 44            | 20 083                   |                      | 271        | 432        | 59         |
| 2015                                                                            | 3 349 711            | 3 889 267 | 86.1           | 164        | 79            | 85            | 20 425                   |                      | 256        | 391        | 65         |
| 2018                                                                            | 3 329 045            | 3 962 022 | 84.0           | 194        | 93            | 101           | 17 160                   |                      | 251        | 450        | 73         |
| 2020                                                                            | 3 426 473            | 4 078 830 | 84.0           | 204        | 95            | 109           | 16 796                   |                      | 232        | 438        | 76         |
| Fuente: Catholic-Hierarchy, que a su vez toma los datos del Anuario Pontificio. |                      |           |                |            |               |               |                          |                      |            |            |            |

## Episcopologio
- Protacio Guevarra Gungon † (24 de febrero de 1983-18 de octubre de 2001 retirado)
- Crisostomo Ayson Yalung (18 de octubre de 2001-7 de diciembre de 2002 renunció)
- Gabriel Villaruz Reyes (7 de diciembre de 2002-9 de septiembre de 2016 retirado)
- Francisco Mendoza de Leon (9 de septiembre de 2016 -22 de julio de 2023 retirado)
- Ruperto Cruz Santos,  desde el 22 de julio de 2023